# 山本康士
山本 康士（やまもと こうじ、1986年 7月23日 - ）は、日本の映画監督。

## 略歴
1986年生まれ。神奈川県茅ヶ崎市出身。鎌倉学園高等学校卒業後渡米し、スピルバーグ監督の出身校でもあるカリフォルニア州立大学ロングビーチ校映画学科にて映画制作を学ぶ。卒業後は日米両国で映画や広告動画制作に携わり、2012年日本に帰国。現在は自身が設立した制作会社Coast Vision Productionsの代表兼映画監督を務めている。2016年短編映画『Ghost of the Sun』が第69回カンヌ国際映画祭に出展。2020年『マカリス』（2022年6月18日公開）が第53回ヒューストン国際映画祭にて金賞受賞、ロサンゼルス・アジアン・パシフィック映画祭短編部門ノミネート、Short Shorts Film Festival & Asia ジャパン部門ノミネート、ニース国際映画祭にて４部門ノミネート。